# BBC First
BBC First is een digitaal televisiekanaal dat drama en comedyseries uitzendt. De zender is eigendom van, en wordt beheerd door, BBC Studios. De zender werd in 2014 gestart in Australië.

## Nederland en Vlaanderen
BBC First werd in Nederland gestart op 16 mei 2015. De programmering is speciaal aangepast voor Nederland en bestaat voornamelijk uit drama en misdaadseries. Alle programma's zijn Nederlands ondertiteld.
BBC First is sinds 1 juli 2016 beschikbaar bij Ziggo in HD. Ook KPN geeft de zender door in HD. Tijdens de programma's worden reclameblokken uitgezonden. In 2017 had de zender in Nederland een marktaandeel van 1,1%.
Per 15 mei 2025 werd BBC First in Nederland vervangen door BBC NL.
Abonnees van Telenet in Vlaanderen kunnen de zender sinds 4 juni 2015 in HD ontvangen.

## Programmering (selectie)
- Agatha Raisin
- And Then There Were None
- Banished
- Beyond Paradise
- Burton & Taylor
- Butterfly
- Call the Midwife
- Catastrofe
- Critical
- Dalziel and Pascoe
- DCI Banks
- Death in Paradise
- Doctor Who
- Downton Abbey
- Father Brown
- Happy Valley
- Home
- Jonathan Creek
- Last Tango in Halifax
- Life
- Life of crime
- Luther
- Midsomer Murders
- Murdoch Mysteries
- Motherland
- New Tricks
- Our Girl
- Ordeal by Innocence
- Ripper Street
- Shakespeare & Hathaway: Private Investigators
- Sherlock
- Silent Witness
- Small Axe
- The Coroner
- The Durrells
- The Musketeers
- The Pale Horse
- The Refugees
- The Split
- Trigonometry
- Us
- We Hunt Together
- Wolf Hall
- World on Fire